# Gewog di Pemaling
Il gewog di Pemaling è uno dei quindici raggruppamenti di villaggi del distretto di Samtse, nella regione Occidentale, in Bhutan.